# Elezioni legislative in Francia del 1831
Le elezioni legislative in Francia del 1831 per eleggere i 459 deputati della Camera dei deputati si sono tenute il 5 luglio. 

## Sfondo
Dopo l'avvento della monarchia di luglio nel 1830, a cui seguì l'introduzione di una nuova Costituzione il 14 agosto, la legge elettorale fu modificata: pur permanendo il suffragio censitario, il contributo necessario per votare venne abbassato da 300 a 200 franchi., incrementando di poco il corpo elettorale. Venne inoltre abolita la legge Richelieu sul doppio voto, che consentiva ai cittadini più ricchi (solitamente gli aristocratici) di votare due volte. Al fine di danneggiare ulteriormente i residui del partito legittimista, vengono riviste le circoscrizioni: dalle 556 della precedente elezione a 459, tutte corrispondenti ad un seggio parlamentare eletto con sistema maggioritario semplice.

## Risultati
|          | Totale  | Percentuale (%) | Percentuale (%)  |
| -------- | ------- | --------------- | ---------------- |
| Elettori | 166.787 |                 |                  |
| Votanti  | 125.090 | 75,1            | (su n. elettori) |
| Astenuti | 41.697  | 24,9            | (su n. iscritti) |

| Partito                           | Partito      | Voti    | % (Seggi) | Seggi |
| --------------------------------- | ------------ | ------- | --------- | ----- |
|                                   | Resistenti   | 76.805  | 61,4      | 159   |
|                                   | Legittimisti | 28.270  | 22,7      | 104   |
|                                   | Movimentisti | 20.014  | 15,9      | 73    |
| Totale                            | Totale       | 125.090 | 100       | 459   |
| Dati: Élections législatives 1831 |              |         |           |       |